# کمال‌آباد (گالیکش)
کمال‌آباد، روستایی است از توابع بخش گالیکش شهرستان مینودشت در استان گلستان ایران.

## جمعیت
این روستا در دامنه نیلکوه قرار دارد و صد در صد جمعیت آن را اقوام بلوچ ( نارویی) تشکیل میدهند.اين روستا در حاشیه جاده بین المللی گرگان-بجنورد قرار دارد. 
بر اساس سرشماری سال ۱۳9۵ جمعیت آن 1٬336 نفر (298 خانوار)
بوده است.